# Deborah Lynn Scott
Deborah Lynn Scott (1954) è una costumista statunitense.
È nota soprattutto per il suo lavoro in Titanic, diretto da James Cameron, che le è valso l'Oscar ai migliori costumi.

## Filmografia
- Morte al telefono (Don't Answer the Phone!), regia di Robert Hammer (1979)
- The Private Eyes, regia di Lang Elliott (1980)
- E.T. l'extra-terrestre (E.T. the Extra-Terrestrial), regia di Steven Spielberg (1982)
- Ai confini della realtà (Twilight Zone: The Movie), regia di John Landis, Steven Spielberg, Joe Dante e George Miller (1983)
- Mai gridare al lupo (Never Cry Wolf), regia di Carroll Ballard (1983)
- Strade di fuoco (Streets of Fire), regia di Walter Hill (1984)
- Ritorno al futuro (Back to the Future), regia di Robert Zemeckis (1985)
- A proposito della notte scorsa... (About Last Night...), regia di Edward Zwick (1986)
- Pazzi da legare (Armed and Dangerous), regia di Mark L. Lester (1986)
- Who's That Girl, regia di James Foley (1987)
- Un folle trasloco (Moving), regia di Alan Metter (1988)
- Coupé de ville (Coupe de Ville), regia di Joe Roth (1990)
- Priorità assoluta (Eve of Destruction), regia di Duncan Gibbins (1991)
- Prossima fermata: paradiso (Defending Your Life), regia di Albert Brooks (1991)
- Hoffa - Santo o mafioso? (Hoffa), regia di Danny DeVito (1992)
- Un eroe piccolo piccolo (Jack the Bear), regia di Marshall Herskovitz (1993)
- Sliver, regia di Philip Noyce (1993)
- Vento di passioni (Legends of the Fall), regia di Edward Zwick (1994)
- La chiave magica (The Indian in the Cupboard), regia di Frank Oz (1995)
- Heat - La sfida (Heat), regia di Michael Mann (1995)
- Riccardo III - Un uomo, un re (Looking for Richard), regia di Al Pacino (1996)
- A Gillian, per il suo compleanno (To Gillian on Her 37th Birthday), regia di Michael Pressman (1996)
- Titanic, regia di James Cameron (1997)
- Wild Wild West, regia di Barry Sonnenfeld (1999)
- Il patriota (The Patriot), regia di Roland Emmerich (2000)
- Minority Report, regia di Steven Spielberg (2002)
- Bad Boys II, regia di Michael Bay (2003)
- Litigi d'amore (The Upside of Anger), regia di Mike Binder (2005)
- The Island, regia di Michael Bay (2005)
- The Lost City, regia di Andy García (2005)
- Caccia spietata (Seraphim Falls), regia di David Von Ancken (2006)
- Reign Over Me, regia di Mike Binder (2007)
- Transformers, regia di Michael Bay (2007)
- Agente Smart - Casino totale (Get Smart), regia di Peter Segal (2008)
- Transformers - La vendetta del caduto (Transformers: Revenge of the Fallen), regia di Michael Bay (2009)
- Avatar, regia di James Cameron (2009)
- Amore & altri rimedi (Love & Other Drugs), regia di Edward Zwick (2010)
- Transformers 3, regia di Michael Bay (2011)
- La mia vita è uno zoo (We Bought a Zoo), regia di Cameron Crowe (2011)
- Pain & Gain - Muscoli e denaro (Pain & Gain), regia di Michael Bay (2013)
- The Amazing Spider-Man 2 - Il potere di Electro (The Amazing Spider-Man 2), regia di Marc Webb (2014)
- Sotto il cielo delle Hawaii (Aloha), regia di Cameron Crowe (2015)
- Rock the Kasbah, regia di Barry Levinson (2015)
- 13 Hours: The Secret Soldiers of Benghazi, regia di Michael Bay (2016)
- Rebel in the Rye, regia di Danny Strong (2017)
- Soldado (Sicario: Day of the Soldado), regia di Stefano Sollima (2018)
- Avatar - La via dell'acqua (Avatar: The Way of Water), regia di James Cameron (2022)